# Антоніо Чічільяно
Антоніо Чічільяно (італ. Antonio Ciciliano, 3 листопада 1932 — 4 вересня 2015) — італійський яхтсмен.
Учасник Олімпійських Ігор 1960 року.